# Nagykuncfalva
Nagykuncfalva (1892-ig Helcmanóc, szlovákul: Helcmanovce, németül: Helcmanowitz) község Szlovákiában, a Kassai kerület Gölnicbányai járásában.

## Fekvése
Gölnicbányától 9 km-re délnyugatra, a Gölnic-patak partján fekszik.

## Története
A települést a 13. században a német jog alapján alapították. Első lakói a soltész által betelepített németek voltak. A települést 1297-ben említik először. 1326-ban „Kunchfalva”, 1374-ben „villa Hencmanni” néven szerepel az írott forrásokban. A 16. században sok szepességi faluhoz hasonlóan ide is ruszin pásztorok érkeztek. 1605-ben a falu leégett. A 18. században rezet és vasat bányásztak a területén.
A 18. század végén Vályi András így ír róla: „Helczmanócz. Tót falu Szepes Várm. földes Ura G. Csáky Uraság, lakosai katolikusok, és ó hitűek, fekszik Gőlniczhez nem meszsze, határja jó termékenységű, vagyonnyai külömbfélék.”
Fényes Elek 1851-ben kiadott geográfiai szótárában így ír a faluról: „Helczmanocz, orosz f., Szepes vmegyében, Remete és Gölnicz közt: 112 római, 1503 g. kath. lak. Görög kath. parochia. Vasbányák. F. u. gr. Csáky. Ut. p. Lőcse.”
1885. augusztus 12-én nagy tűzvész pusztított, melyben a templom is súlyosan megsérült. Ezután német lakossága nagyrészt elköltözött a faluból. Lakói mezőgazdasággal, bányászattal, erdei munkákkal foglalkoztak. A trianoni diktátumig Szepes vármegye Gölnicbányai járásához tartozott.

## Népessége
| Év:            | 1994. | 2004.   | 2014.   | 2024.   |
| -------------- | ----- | ------- | ------- | ------- |
| Emberek száma: | 1631  | 1558    | 1445    | 1364    |
| Eltérés:       |       | -4,47 % | -7,25 % | -5,60 % |

| Év:            | 2023. | 2024. |
| -------------- | ----- | ----- |
| Emberek száma: | 1364  | 1364  |
| Eltérés:       |       | +0 %  |

1910-ben 1269, túlnyomórészt szlovák lakosa volt.
2001-ben 1556 lakosából 1447 szlovák és 90 cigány volt.
2011-ben 1490 lakosából 1370 szlovák és 17 cigány.

## Nevezetességei
- Mihály arkangyal tiszteletére szentelt, görögkatolikus temploma a 17. században épült.
- Lourdes-i kápolnája 1947-ben készült.
- Neoklasszicista kastélyát 1925-ben Csáky Imre építtette. 1969-ben újjáépítették.